# دورة عديمة الإباضة
دورة عديمة الإباضة (بالإنجليزية: Anovulatory cycle)‏ تتصفُ هذه الدورة الشهرية بدرجات مُختلفة من الدورة الشهرية وانعدام الإباضة والطور الأصفري. ستسبب انعدام الإباضة تكوين العقم لدى المرأة.

## الأنماط
تستغرق الدورة الشهرية الطبيعية للمرأة حوالي 4 أسابيع (28 يومًا، ما بين 21-35 يومًا) وتتكون من الطور الجريبي والإباضة والطور الأصفري، وبعد ذلك أما أن يحدثُ الحيض أو الحمل، دورة عديمة الإباضة لها فترات حيض بدرجات مُتفاوتة.
في الكثير من الحالات، تزداد فترات الدورة الشهرية إلى أكثر من 35 يومًا، مؤدية إلى ندرة الطموث (تستغرق الدورة 35-180 يومًا) أو حتى أكثر من ذلك أو حتى انقطاع الحيض. في حالات أخرى، يُمكن أن تكون فترة الدورة الشهرية طبيعية أو تستغرق أقل من 21 يومًا أو بالإمكان أن يحدث غزارة الطمث ونزيف الرحم وظيفي الخلل.

## المخاطر
- فقر الدم.
- نقص كثافة العظام.[1]
- سرطان بطانة الرحم.
- عقم.

## التشخيص
يجب على الطبيب أن يقوم بالبحث والتعرف على سبب عدم الإباضة، من هذه الأسباب الأكثر انتشارًا:
- متلازمة تكيس المبايض.
- قصور النخامية.
- سن اليأس المُبكر.
- خلل ويفي إباضي.
- اضطرابات الغدة الدرقية.
- فرط برولاكتين الدم.

يجب على الطبيب أن يقوم بتشخيص المريض ومعرفة السبب بسرعة سواء كان النزيف بكمية كبيرة أو لفترات طويلة. يجب أستثناء الأسباب الأخرى التي تؤدي إلى نزيف نسائي، خاصةً النزيف المُتعلق بالحمل والورم العضلي الأملس وسرطان عنق الرحم وسرطان الرحم.

## الإدارة
يجب على النساء الراغبات في الحمل أتباع بعض إجراءات طبية مُتطورة لمعرفة سبب عدم الإباضة. وتعطي العقاقير وذلك لإحداث الإباضة، أما عن طريق الفم مثل دواء كلوميفين أو عن طريق الحقن. ويُمكن تجنب حدوث الحمل أما عن طريق أستخدام بروجستيرون أو بروجستين أو عن طريق أستعمال وسائل تحديد النسل الهرمونية.